# Megalobrama
Megalobrama – rodzaj słodkowodnych ryb z rodziny karpiowatych (Cyprinidae).

## Występowanie
Chiny.

## Podział systematyczny
Gatunki zaliczane do tego rodzaju:
- Megalobrama amblycephala Yih, 1955 – leszcz chiński[3]
- Megalobrama elongata Huang & Zhang, 1986
- Megalobrama mantschurica (Basilewsky, 1855)
- Megalobrama pellegrini (Tchang, 1930)
- Megalobrama skolkovii Dybowski, 1872
- Megalobrama terminalis (Richardson, 1846) – leszczak czarny[4], leszczak czarny[5]

Gatunkiem typowym jest Megalobrama skolkovii.